# 孟连石蝴蝶
孟连石蝴蝶（学名：Petrocosmea menglianensis）为苦苣苔科石蝴蝶属下的一个种。

## 扩展阅读
- 維基物種上的相關：孟连石蝴蝶